# 藤原経隆
藤原 経隆（ふじわらの つねたか、生没年不詳）は、平安時代後期の貴族。藤原北家隆家流、修理大夫・藤原基隆の子。官位は正四位下・出雲守。

## 経歴
周防守を経て、大治3年（1128年）出雲守、大治5年（1130年）讃岐守と、白河院政期末から鳥羽院政期初頭にかけて、中四国地方の受領を歴任。またこの間、左兵衛佐・右衛門佐と武官も兼帯した。讃岐守在任中の天承元年（1131年）式内社である水主神社に参拝。また、長承2年（1133年）には成功により従四位上に昇叙されている。
鳥羽院政期中期にも、但馬守・出雲守と再び受領を務め、位階は正四位下に至った。

## 官歴
- 天治2年（1125年） 日付不詳：見正五位下行左兵衛督（左兵衛佐か）[2][3]
- 大治2年（1127年） 12月：見周防守[4]
- 大治3年（1128年） 12月29日：出雲守、元周防守[5]
- 大治5年（1130年） 4月3日：兼右衛門佐[6]。10月27日：讃岐守[6]
- 長承2年（1133年） 12月26日：従四位上（造作賞）[7]
- 久安2年（1146年） 4月29日：見但馬守[8]。12月29日：出雲守、見正四位下[9]
- 養和元年（1181年） 11月：月権官[10]

## 系譜
『尊卑分脈』による。
- 父：藤原基隆
- 母：藤原長忠の娘
- 妻：藤原宗能の娘
  - 男子：藤原保隆
- 生母不詳の子女
  - 男子：藤原基能
  - 男子：経円
  - 女子：八条院女房